# Ерндтебрюк
Ерндтебрюк (нім. Erndtebrück) — сільська громада в Німеччині, знаходиться в землі Північний Рейн-Вестфалія. Підпорядковується адміністративному округу Арнсберг. Входить до складу району Зіген-Віттгенштайн.
Площа — 70,86 км2. Населення становить 6953 ос. (станом на 31 грудня 2020).

## Географії

### Адміністративний поділ
Громада  складається з 8 районів:
- Бальде
- Бенфе
- Біркефель
- Біркельбах
- Респе
- Шамедер
- Вомельсдорф
- Цинзе